# Парламентские выборы в Республике Абхазия (2022)
Выборы в Народное собрание Республики Абхазия VII созыва состоялись в 2022 году в два тура. Первый тур выборов состоялся 12 марта, второй тур прошёл 26 марта.

## Кандидаты
На 35 мандатов в Парламенте претендовали 123 кандидата. Из них 107 мужчин и 16 женщин.